# Pat Powers (pallavolista 1958)
Patrick Robert Powers, detto Pat (Los Angeles, 13 febbraio 1958), è un allenatore di pallavolo, ex pallavolista ed ex giocatore di beach volley statunitense.
Giocava nel ruolo di schiacciatore.

## Palmarès

### Club
- NCAA Division I: 1

1980

### Nazionale(competizioni minori)
- Goodwill Games 1986

### Premi Individuali
- 1979 - NCAA Division I: All-Tournament Team
- 1980 - NCAA Division I: All-Tournament Team